# كيبا
كيبا (باليابانية: 牙) (بالإنجليزية: KIBA)، هي سلسة أنيمي يابانية تم إنتاجها من طرف استوديو مادهاوس (Studio Madhouse) وتم بثها في التلفيزيون الياباني بداية 1 أبريل 2006 وهي من إخراج هيروشي كوجينا والسلسلة متكونة من 51 حلقة.

## القصة
«زد» ولد عمره 15 سنة، يعيش في مدينة تدعى «كالم»، الصديق الوحيد لزد هو «نوا» أو بالعربية «نوح»
ذات يوم يتلقى «زد» دعوة من طرف رياح غامضة لكي يعبر بوابة فضائية، وهذه الأخيرة تأخذه إلى مدينة «تيمبورا» مدينة مختلفة عن العالم الذي كان يعيش فيه.
وفي تلك المدينة تنطلق مغامرة «زد» حيث يكتشف بأن له قدرات «شارد كاستر». قوة «الشارد كاستر» تمكن من التحكم بالوحوش و«سبيريت»Spiritsبالعربية «الأرواح»، ثم يبدأ زد بالتدرب على التحكم بهذه القوة السحرية دون أن يعلم بأنه يحمل بجسده سبيريت قوي يدعى«أميل غاول»"Amil Gaoul".

## وصلات
- الوقع الرسمي لكيبا (ياباني) نسخة محفوظة 21 أبريل 2006 على موقع واي باك مشين.

## روابط خارجية
- كيبا على موقع IMDb (الإنجليزية)
- كيبا على موقع ميتاكريتيك (الإنجليزية)
- كيبا على موقع فيلمافينيتي (الإسبانية)
- كيبا على موقع قاعدة بيانات الفيلم (الإنجليزية)
- كيبا على موقع ANN anime (الإنجليزية)